# Малнівська сільська рада
Малнівський старостинський округ №7  Мостиської міської ради Яворівського  району Львівської області — колишній орган місцевого самоврядування у Мостиському районі Львівської області з адміністративним центром у с. Малнів.

## Загальні відомості
Історична дата утворення: в 1940 році. Водоймища на території, підпорядкованій даній раді: річка Вишня.

## Населені пункти
Старостинському  округу  підпорядковані населені пункти:
- с. Малнів
- с. Дубинки
- с. Загорби
- с. Мазури
- с. Мелешки
- с.Малнівська Воля
- с.Мартини
- с.Рожаки
- с.Петики
- с.Пихи

## Склад
Староста,діловод

### Керівний склад
| ПІБ                           | Основні відомості                               | Дата призначення | Дата звільнення |
| ----------------------------- | ----------------------------------------------- | ---------------- | --------------- |
| Корпесьо Мирослава Миколаївна | Староста №7 , 1984 року народження, освіта вища | 01.01.2021       |                 |
|                               |                                                 |                  |                 |

Примітка: таблиця складена за даними джерела